# ベライゾン・コミュニケーションズ

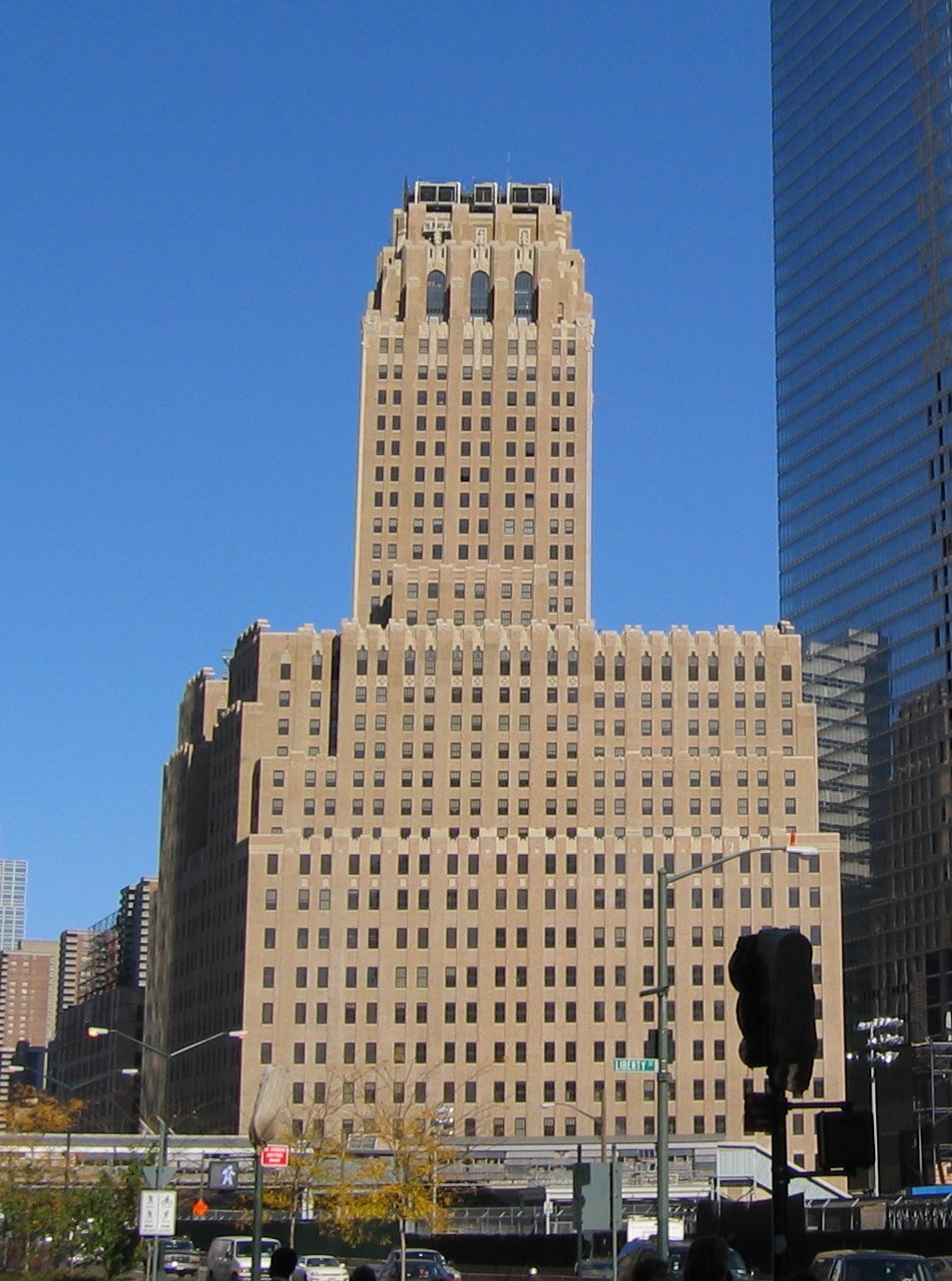
ベライゾン本社があるベライゾン・ビルディング（ニューヨーク）

ベライゾン・コミュニケーションズ（英語: Verizon Communications Inc.）は、アメリカ合衆国ニューヨーク州に本社を置く、大手電気通信事業者である。Verizonという社名は、「Veritas(ラテン語で真実)」と、「Horizon(地平線)」を合成したもの。

## 沿革
1998年7月に、東部の地域ベル電話会社であるベル・アトランティックが、当時、非ベル系通信会社として最大級のGTE(General Telephone and Electronics)を528億ドルで買収することを発表した。買収手続きは、2000年6月に規制当局の条件付き承認を得て完了し、新会社の名前は、ベライゾン・コミュニケーションズとなった。
2013年9月2日に、ボーダフォンとの合弁事業であるベライゾン・ワイヤレスについて、1300億ドルでボーダフォン保有株を買取り、合弁を解消して完全子会社化することを発表した。
2015年9月2日、サンセリフ書体の新しいロゴマークを発表。それまで使用してきた旧ロゴの特徴的なデザインであったチェックマークをコーポレートカラーの赤でシンプルに表現している。
2017年6月、Yahoo!を45億ドルで正式に買収したと発表。今後はベライゾン傘下のAOLと統合しOathとなり、旧ヤフーはアリババとヤフー・ジャパンの株式を管理する投資会社アルタバに生まれ変わる。
2021年5月3日、米YahooやAOLなどのインターネットメディア事業を展開するメディア事業部門Verizon Mediaを投資会社アポロ・グローバル・マネジメントに50億ドルで売却すると発表した。同年9月1日、Apolloによる買収が完了。売却完了後、メディア事業部門であったVerizon Media Groupが社名を「Yahoo」に変更した。

## 概要
ダウ工業株30種銘柄の1社であるベライゾン・コミュニケーションズは、世界最大級のグローバルネットワーク・セキュリティ・クラウドプロバイダー。
ベライゾンは、米国1億1千万人以上の加入者を持つ米最大の携帯事業者であるベライゾン・ワイヤレスを傘下に擁し、固定通信事業では、米国内消費者向けにFiOSを含むインターネット・音声・データ通信と、また世界150ヶ国においてフォーチュン1000の99%を占める企業顧客と政府機関向けにグローバルネットワーク・セキュリティ・クラウドサービスを提供している。
ネットワーク事業では、6大陸（陸上・海底ケーブルを合わせ）地球20周に相当する総延長距離約 80万キロ(50万マイル)の世界最大級のIPネットワークを保有。米国内、欧州、アジア太平洋地域に24時間×365日体制のネットワークオペレーションセンターを5拠点配置。
セキュリティ事業では、2007年にマネージドセキュリティサービスプロバイダーのCybertrust社を買収。2008年より、グローバルで発生したデータ漏洩事故のフォレンジック調査を分析した「データ漏洩/侵害調査報告書」　(英語名称：Data Breach Investigations Report 、略称“DBIR”)を毎年発行。グローバルに7つのセキュリティオペレーションセンター（SOC）と、セキュリティ製品の評価・認定を行う「ICSA Labs」をベライゾン傘下の独立機関として展開。
クラウド事業では、2011年、Terremark社（テレマーク）を買収し、同年8月、CloudSwitch社（クラウドスウィッチ）を買収。グローバルクラウド戦略を加速。世界22カ国に200以上のデータセンターを保有。
2012年、Hughes Telematics社（ヒューズ・テレマティックス）を買収し、自動車産業のM2Mサービスの拡充を図る。
2018年10月、アメリカ合衆国の一部地区の一般家庭向けに世界初の商用5Gサービスを開始した。翌2019年4月3日には5日に携帯電話向け5Gサービスを計画する韓国のSKテレコムに対抗して世界初の携帯電話向け5Gサービスを前倒しでシカゴとミネアポリスにて開始、開始時点で同サービスの対象は中国のレノボ傘下のモトローラ・モビリティ製で5Gモジュールを搭載した機種「Moto Z3」に限定された。

## ドイツ政府との契約
2003年にドイツ政府と契約する。しかし、ベライゾンはアンゲラ・メルケル首相の携帯電話などを盗聴していたアメリカ国家安全保障局の要求に応じ、顧客の通話履歴など膨大なデータを提供していたとされており、2014年6月、ドイツ政府はベライゾンとの契約の破棄を発表した。

## 日本法人
出典
ベライゾンジャパン合同会社（本社：東京都千代田区丸の内1-11-1 パシフィックセンチュリープレイス丸の内 18F）は、ベライゾンコミュニケーションズの100%子会社として、グローバルにセキュリティ・IT・ネットワークソリューションを提供し、日本企業のグローバル展開ならびに外資系企業の日本市場における展開を支援している。1997年12月1日設立（1996年3月 MSFコミュニケーションズ・ジャパンとして日本での活動を開始、後のワールドコム・ジャパン）。1998年、外資系通信事業者で日本で初めて伝送路設備を保有する電気通信事業者（旧第一種電気通信事業者）となった。資本金1億円。
その他の営業拠点：大阪オフィス、名古屋オフィス。
2020年10月1日時点、ベライゾンジャパン合同会社では、職務執行者の肩書を持つ者が存在していることから、同社の代表社員は何らかの、自然人ではない法人であることがわかる。

## OathとVerizon Media
Oath Inc.は、ベライゾン・コミュニケーションズ傘下の企業。2017年6月にAOLとYahoo!の中核事業を統合して誕生した。2019年1月、Oathの名称をVerizon Media へと変更した。2021年9月、メディア事業部門のVerizon Mediaを投資会社アポロ・グローバル・マネジメントに売却した。

### 概要
2017年4月、AOLの最高経営責任者兼取締役会会長のティム・アームストロングが自身のTwitter上で、同年夏頃にAOLとVerizonが買収予定のYahoo!中核事業を統合し新会社Oathとなると発表した。
2017年6月、ベライゾンがYahoo!を45億ドルでの買収を完了し、ベライゾン傘下のAOLと統合し新たにOathが誕生した。代表はAOLのCEOが務める。
2018年11月、親会社のベライゾンは2019年1月付でOathを再編し、新たに新設される同社のメディア部門、ベライゾン・メディア・グループに組み込むことを発表。
2021年5月3日、ベライゾンがメディア事業部門Verizon Mediaを投資会社アポロ・グローバル・マネジメントに50億ドルで売却すると発表した。同年9月1日、Apolloによる買収が完了。売却完了後、Verizon Media Groupは、社名を「Yahoo」に変更している。